# Elezioni regionali in Lombardia del 1990
Le elezioni regionali in Lombardia del 1990 si tennero il 6-7 maggio.

## Risultati elettorali
| Liste                                                  | Voti      | %     | Seggi |
| ------------------------------------------------------ | --------- | ----- | ----- |
| Democrazia Cristiana (DC)                              | 1.784.634 | 28,56 | 25    |
| Lega Lombarda (LL)                                     | 1.183.493 | 18,94 | 15    |
| Partito Comunista Italiano (PCI)                       | 1.172.059 | 18,76 | 15    |
| Partito Socialista Italiano (PSI)                      | 892.998   | 14,29 | 12    |
| Lista Verde (LV)                                       | 213.529   | 3,42  | 2     |
| Partito Repubblicano Italiano (PRI)                    | 160.985   | 2,68  | 2     |
| Movimento Sociale Italiano - Destra Nazionale (MSI-DN) | 158.614   | 2,54  | 2     |
| Partito Pensionati (PP)                                | 114.016   | 1,82  | 1     |
| Verdi Arcobaleno (VA)                                  | 113.824   | 1,82  | 1     |
| Partito Socialista Democratico Italiano (PSDI)         | 103.188   | 1,65  | 1     |
| Partito Liberale Italiano (PLI)                        | 88.308    | 1,41  | 1     |
| Alleanza Lombarda Autonomia (ALA)                      | 76.516    | 1,22  | 1     |
| Democrazia Proletaria (DP)                             | 73.451    | 1,18  | 1     |
| Antiproibizionisti sulla Droga                         | 62.356    | 1,00  | 1     |
| Caccia Pesca Ambiente (CPA)                            | 18.834    | 0,30  | -     |
| Lista Ecologica                                        | 14.774    | 0,24  | -     |
| Lega Meridionali d'Italia                              | 11.199    | 0,18  | -     |
| Movimento Nazionale Italiano Caccia                    | 5.200     | 0,08  | -     |
| Totale                                                 | 6.247.978 |       | 80    |

| Riepilogo dei seggi | Riepilogo dei seggi | Riepilogo dei seggi | Riepilogo dei seggi | Riepilogo dei seggi | Riepilogo dei seggi | Riepilogo dei seggi |
| ------------------- | ------------------- | ------------------- | ------------------- | ------------------- | ------------------- | ------------------- |
|                     |                     |                     |                     |                     |                     |                     |
| DP                  | 1                   | ▼ 1                 |                     | PCI                 | 15                  | ▼ 7                 |
| PSI                 | 12                  | ━                   |                     | PSDI                | 1                   | ▼ 1                 |
| VA                  | 1                   | Nuovo               |                     | LV                  | 2                   | ━                   |
| Antiproibizionisti  | 1                   | Nuovo               |                     | LN                  | 15                  | Nuovo               |
| PRI                 | 2                   | ▼ 2                 |                     | ALA                 | 1                   | Nuovo               |
| Pensionati          | 1                   | Nuovo               |                     | DC                  | 25                  | ▼ 6                 |
| PLI                 | 1                   | ━                   |                     | MSI-DN              | 2                   | ▼ 2                 |